# Robert Kandelhardt
Robert Kandelhardt (* 21. August 1867 in Oldenburg (Oldb); † 18. Februar 1959 ebenda) war ein deutscher Geigenbauer.

## Leben
Kandelhardt war der Sohn des aus Merseburg stammenden Hautboisten Franz Kandelhardt (1832–1915), der als Bratschist rund vierzig Jahre dem Oldenburger Hoforchester angehörte und seit 1869 auch einen Handel mit Musikalien betrieb. Kandelhardt besuchte das Gymnasium in Oldenburg bis zur Tertia und erlernte sodann den Beruf des Geigenbauers bei dem bedeutenden Meister Reinhard Paulus in Markneukirchen im Vogtland, aus dessen Familie im 18. Und 19. Jahrhundert mehrere bekannte Geigenbauer entstammten. In einem zusätzlichen Lehrjahr erlernte Kandelhardt auch die Kunst, alte Geigen zu reparieren. Nach seiner Militärdienstzeit übernahm er 1893 das väterliche Geschäft und führte es unter dem Namen Franz Kandelhardt & Sohn weiter. Im selben Jahr heiratete er Anna Gläsel, die Tochter des Markneukirchener Musikdirektors. Neben dem Handel mit Musikinstrumenten und dem Export von Geigen nach Nordamerika befasste Kandelhardt sich mit dem Geigenbau und der Reparatur wertvoller alter Geigen und erwarb sich auf diesem Gebiet einen bedeutenden Ruf. Auf der 1905 in Oldenburg stattfindenden Nordwestdeutschen Ausstellung für Kunst und Gewerbe stellte er die von ihm gebauten Instrumente für ein Quartett aus (Erste und Zweite Geige, Bratsche, Cello) und erhielt dafür eine Goldene Medaille. Insgesamt baute er 82 Geigen, sechs Celli und vier Bratschen. Nachlassende Sehkraft nötigte ihn 1950, Geigenbau und -reparatur aufzugeben. In seinen letzten Lebensjahren war er ganz erblindet.
Kandelhardt gehörte rund 50 Jahre der Oldenburger Schlaraffia an. Weiterhin galt sein besonderes Interesse den zeitgenössischen oldenburgischen Malern. Bernhard Winter hatte schon seine Eltern gezeichnet und Jan Oeltjen porträtierte ihn und seine Frau.